# Distrito histórico de Normandy Isles
El Distrito histórico de Normandy Isles (en inglés: Normandy Isles Historic District) es un distrito histórico ubicado en Miami Beach, Florida. El Distrito histórico de Normandy Isles se encuentra inscrito como un Distrito Histórico en el Registro Nacional de Lugares Históricos desde el 12 de noviembre de 2008.

## Ubicación
El Distrito histórico de Normandy Isles se encuentra dentro del condado de Miami-Dade en las coordenadas 25°51′16″N 80°07′52″O / 25.854556, -80.131028.